# St. Bartholomäus (Neupotz)
Die römisch-katholische Kirche St. Bartholomäus der Ortsgemeinde Neupotz (Verbandsgemeinde Jockgrim) befindet sich an der örtlichen Schulstraße im Landkreis Germersheim (Rheinland-Pfalz). Sie gehört zur Rheinzaberner Pfarrei Mariä Heimsuchung und damit zum Dekanat Germersheim im Bistum Speyer. Die Kirche trägt das Patrozinium des Apostel Bartholomäus und steht unter Denkmalschutz.

## Beschreibung

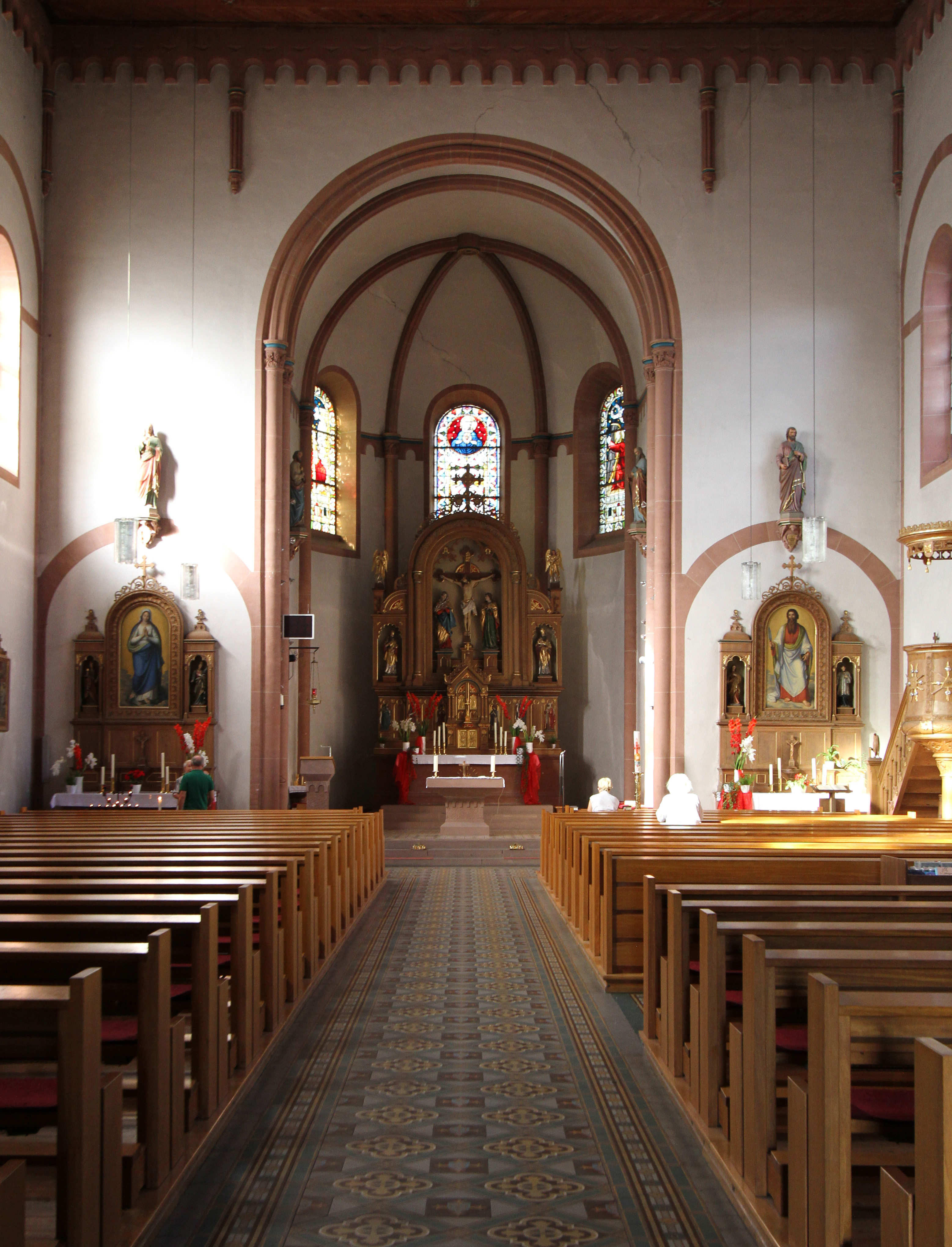
Innenansicht; Blick zum Chor

Bei dem Kirchengebäude handelt es sich um eine Saalkirche im Stil der Neuromanik. Sie verfügt über eine Rundapsis und einen eingebauten Frontturm. Dem Eingang gegenüber befindet sich ein mit dem Jahr 1844 bezeichnetes Kruzifix aus Rotsandstein.

## Geschichte
Das alte Dorf Potz verfügte bereits über eine mittelalterliche Kirche. Genau wie das Dorf ist sie durch eine Überschwemmung des Rheins zerstört worden.
In den Jahren 1770 bis 1772 wurde der Vorgängerbau der heutigen Kirche, die St.-Nikolaus-Kirche, errichtet. Diese wurde 1794 während der Koalitionskriege von französischen Truppen geplündert. Als diese Kirche zu klein geworden war, baute man zwischen 1837 und 1840 das heutige Kirchengebäude nach Plänen des Münchener Architekten August von Voit.
Eine Außenrenovierung erfolgte 2009 und 2010. Hierbei wurde die Außenfassade neu gefasst und der Kirchplatz neu gestaltet. Im Jahr 2018 wurde eine umfangreiche Innenrenovierung durchgeführt. Aufgrund von Rissbildungen im Chorraum und über einem Seiteneingang war das Einführen von Spannstählen notwendig geworden, da die Kirche nicht über einen Ringanker verfügt. Eine Renovierung der Kreuzwegstation wurde 2021 begonnen.

## Ausstattung

### Innenausstattung
Die Innenausstattung der St.-Bartholomäus-Kirche stammt weitgehend aus der Erbauungszeit. Einige Einrichtungsgegenstände wurden aus der St.-Nikolaus-Vorgängerkirche übernommen. Diese umfassen die Kanzel, ein Messbuchpult sowie eine barocke Monstranz. Die heutige Ausstattung des Chors stammt von der Innenrenovierung aus dem Jahr 1981.
Das Gemälde für den Hochaltar, das der Münchener Maler Joseph Schlotthauer für die neue Kirche schuf, war bereits um 1870 verschollen. Die beiden, ebenfalls von ihm geschaffenen Bilder für die Seitenaltäre befinden sich noch vor Ort.

### Orgel
Die Orgel wurde 1861–1862 (1863/1864?) von Gustav Schlimbach (Speyer) gebaut. A. Poppe & Sohn (Knittelsheim) modifizierte sie im Jahr 1902. Eine Restaurierung wurde 2001 (2002?) von Hugo Mayer Orgelbau (Heusweiler) durchgeführt. Das Instrument verfügt über 24 Register auf zwei Manualen und Pedal. Die Disposition lautet:
| I Hauptwerk C–f3 |        |
| Bourdon          | 16′    |
| Principal        | 08′    |
| Gedeckt          | 08′    |
| Flöte            | 08′    |
| Gemshorn         | 08′    |
| Gamba            | 08′    |
| Octav            | 04′    |
| Hohlflöte        | 04′    |
| Viola            | 04′    |
| Quintflöte       | 02 ⁄3′ |
| Octav            | 02′    |
| Mixtur V         | 02′    |

| II Echowerk C–f3 |    |
| Principal        | 8′ |
| Gedeckt          | 8′ |
| Salicional       | 8′ |
| Harmonica        | 8′ |
| Flöte            | 4′ |
| Dolce            | 4′ |
| Flautino         | 2′ |

| Pedal C–c1 |     |
| Violon     | 16′ |
| Subbaß     | 16′ |
| Octavbaß   | 08′ |
| Cello      | 08′ |
| Posaune    | 16′ |

Die Spiel- und Registertraktur sind mechanisch. Die Windladen der Manuale sind als Schleifladen ausgeführt. Bei den Laden des Pedals handelt es sich um Kegelladen.
- Koppeln: II/I, I/P